# Vega (Sarria)
Vega (llamada oficialmente Santiago da Veiga) es una parroquia y una aldea española del municipio de Sarria, en la provincia de Lugo, Galicia.

## Otras denominaciones
La parroquia también es conocida por los nombres de Santiago de Vega y Santiago de Veiga.

## Organización territorial
La parroquia está formada por cinco entidades de población, constando tres de ellas en el nomenclátor del Instituto Nacional de Estadística español:
- Céltigos
- Eirexa (Airexe)
- Feal (O Feal)
- Fontabuín
- Veiga (A Veiga)

## Demografía

### Parroquia
| Gráfica de evolución demográfica de Vega (parroquia) entre 2000 y 2021 |
|                                                                        |
| Datos según el nomenclátor publicado por el INE.                       |

### Aldea
| Gráfica de evolución demográfica de Veiga (aldea) entre 2000 y 2021 |
|                                                                     |
| Datos según el nomenclátor publicado por el INE.                    |